# بخش سان آنتونیو (خوخوی)
بخش سان آنتونیو (به اسپانیایی: Departamento San Antonio) یک منطقهٔ مسکونی در آرژانتین است که در استان خوخوی واقع شده‌است.